# Луций Валерий Флакк (консул 261 года до н. э.)
Луций Валерий Флакк (лат. Lucius Valerius Flaccus; III век до н. э.) — римский военачальник и политический деятель из патрицианского рода Валериев, основатель ветви Валериев Флакков. Был консулом в 261 году до н. э., командовал римской армией на Сицилии во время Первой Пунической войны.

## Происхождение
Луций Валерий принадлежал к одному из самых знатных патрицианских родов Рима. Легендарный прародитель Валериев был сабинянином и переселился в Рим вместе с соправителем Ромула Титом Тацием. Его потомок Публий Валерий Публикола стал одним из основателей Римской республики и консулом в первый год её существования, и в дальнейшем Валерии регулярно появлялись в Капитолийских фастах.
Луций стал первым носителем когномена Флакк (Flaccus). Консульские фасты сообщают, что его отец и дед носили тот же преномен — Луций.

## Биография
Луций Валерий упоминается в источниках в связи с событиями 261 года до н. э., когда он был консулом совместно с плебеем Титом Отацилием Крассом. Ключевую роль при его избрании могла сыграть поддержка его сородича Мания Валерия Максима Корвина Мессалы и брата Красса Мания Отацилия, которые были консулами за год до этих выборов. В это время продолжалась война с Карфагеном, и коллеги возглавили сицилийскую армию. Благодаря победе, одержанной их предшественниками при Акраганте, Луций Валерий и Тит Отацилий действовали успешно: большая часть городов острова, удалённых от побережья, подчинилась Риму. Остальные же города поддерживали Карфаген, но только из страха перед его флотом.
Источники сообщают, что во время кампании 261 года до н. э. четыре тысячи галлов, служивших в карфагенской армии, решили перейти на сторону Рима из-за невыплаты им жалованья. По данным Иоанна Зонары, карфагенянами командовал Гамилькар Барка (в историографии этот вариант считают недостоверным), согласно Диодору Сицилийскому — Ганнон. Этот военачальник, узнав о планах наёмников, пошёл на хитрость: он пообещал им деньги и отправил за добычей, а сам известил римское командование через перебежчика, где оно сможет перехватить галлов. Римляне окружили этот отряд и полностью перебили. В результате они потеряли потенциальное подкрепление и к тому же сами понесли потери.
Во время консульства Луция Валерия римляне активно строили свой военный флот, вышедший в море уже в следующем году.
Луций Валерий стал основателем ветви Флакков. Носители этого когномена были с середины III по середину I вв. до н. э. наиболее могущественной ветвью Валериев (наряду с Мессалами) и достигали консульства в каждом из шести поколений. Сыном Луция Валерия был Публий Валерий Флакк, консул 227 года до н. э.